# Fajsz (Bács-Kiskun vármegye)
Fajsz (horvátul: Fajsin) község Bács-Kiskun vármegye Kalocsai járásában.

## Fekvése
Az Alföld Kalocsai-Sárköz kistáján, a vármegye nyugati szélén, a Duna bal partján helyezkedik el. Két különálló településrészből áll, melyek közül a nagyobb, északi részben helyezkedik el a központja is; a déli rész jobbára lakatlan, ott inkább csak ártéri erdők és mezőgazdasági területek találhatók.
A közvetlenül határos települések: észak-északkelet felől Bátya, kelet felől Miske, délkelet felől Dusnok, délnyugat felől Bogyiszló, északnyugat felől pedig Fadd; határszéle északon pontszerűen érintkezik még Gerjen területével is (mindhárom utóbbi település a Duna túlpartján helyezkedik el). Különálló déli településrésze révén határos még délkelet felől Sükösddel, délnyugat felől pedig Őcsénnyel is.
A környék fontosabb települései közül Dusnok 6,5, Bátya 10, Foktő 15, Kalocsa 17, Hajós 19, Baja 32, Kiskőrös pedig 44 kilométerre fekszik tőle. A Duna túloldalán, Tolna vármegye területén a két legközelebbi város Tolna 34 és Szekszárd 35 kilométer távolságra.

### Megközelítése
A vízitúra-útvonalakat leszámítva csak közúton érhető el, az 51-es főútról a 131. kilométere után nyugat felé letérve. Északi határában korábban kompjárat is járt a túlparti Fadd felé. A Szent László híd 2003-as átadását követően megszűnt. A komp lehajtójához vezető út jelenleg is 51 355-ös útszámozást viseli. Különálló déli településrészét az M9-es autóút szeli át és fajszi területen van a Szent László híd bal parti hídfője is.

## Történet
1212-ben Ince pápának a veszprémi püspökséghez intézett levelében, már községként említették. A szekszárdi apátság egyházi nemesei lakták, külön ispánjuk alatt, akinek e helység volt a székhelye. 1433-as emberölési perben szerepelnek fajszi prediálisok.
A török hódoltság alatt nem pusztult el. Az 1715. évi összeírásban a nemes községek között szerepel, de azért 21 jobbágyháztartást is vettek fel az összeírásba. A római katolikus plébánia 1720-ban alakult és ez időtől vezetik az anyakönyveket is. A katolikus templom 1750-ben épült, ezt azonban 1908-ban villámcsapás miatt lebontották, s helyébe újat emeltek. 1848-ig a vallás- és a tanulmányi alap volt a helység földesura, de a kalocsai érsekségnek és a vallásalapnak voltak itt nagyobb birtokai.

## Közélete

### Polgármesterei
- 1990–1994: Illés József (független)[5]
- 1994–1998: Illés József (független)[6]
- 1998–2002: Illés József (független)[7]
- 2002–2006: Illés József (független)[8]
- 2006–2010: Berta Zsolt (független)[9]
- 2010–2014: Berta Zsolt (független)[10]
- 2014–2019: Berta Zsolt (független)[11]
- 2019–2024: Jánosi Mária (független)[12]
- 2024– : Berta Zsolt (független)[1]

## Népesség
A település népességének változása:
| Lakosok száma | 1712 | 1696 | 1621 | 1579 | 1537 | 1532 | 1536 |
|               | 2013 | 2014 | 2018 | 2021 | 2022 | 2023 | 2024 |

A 2011-es népszámlálás során a lakosok 77,8%-a magyarnak, 1,7% cigánynak, 0,4% horvátnak, 1,1% németnek, 0,2% románnak, 0,2% szerbnek mondta magát (22,2% nem nyilatkozott; a kettős identitások miatt a végösszeg nagyobb lehet 100%-nál). A vallási megoszlás a következő volt: római katolikus 62,7%, református 3,1%, görögkatolikus 0,3%, felekezeten kívüli 3,1% (28,9% nem nyilatkozott).
2022-ben a lakosság 86,5%-a vallotta magát magyarnak, 2,6% cigánynak, 0,5% szerbnek, 0,5% németnek, 0,3% horvátnak, 0,1-0,1% románnak, ruszinnak és ukránnak, 1,4% egyéb, nem hazai nemzetiségűnek (13,5% nem nyilatkozott; a kettős identitások miatt a végösszeg nagyobb lehet 100%-nál). Vallásuk szerint 46,6% volt római katolikus, 2% református, 0,2% görög katolikus, 0,1% evangélikus, 0,1% ortodox, 1,3% egyéb keresztény, 0,9% egyéb katolikus, 6,1% felekezeten kívüli (42,5% nem válaszolt).

## Nevezetességei

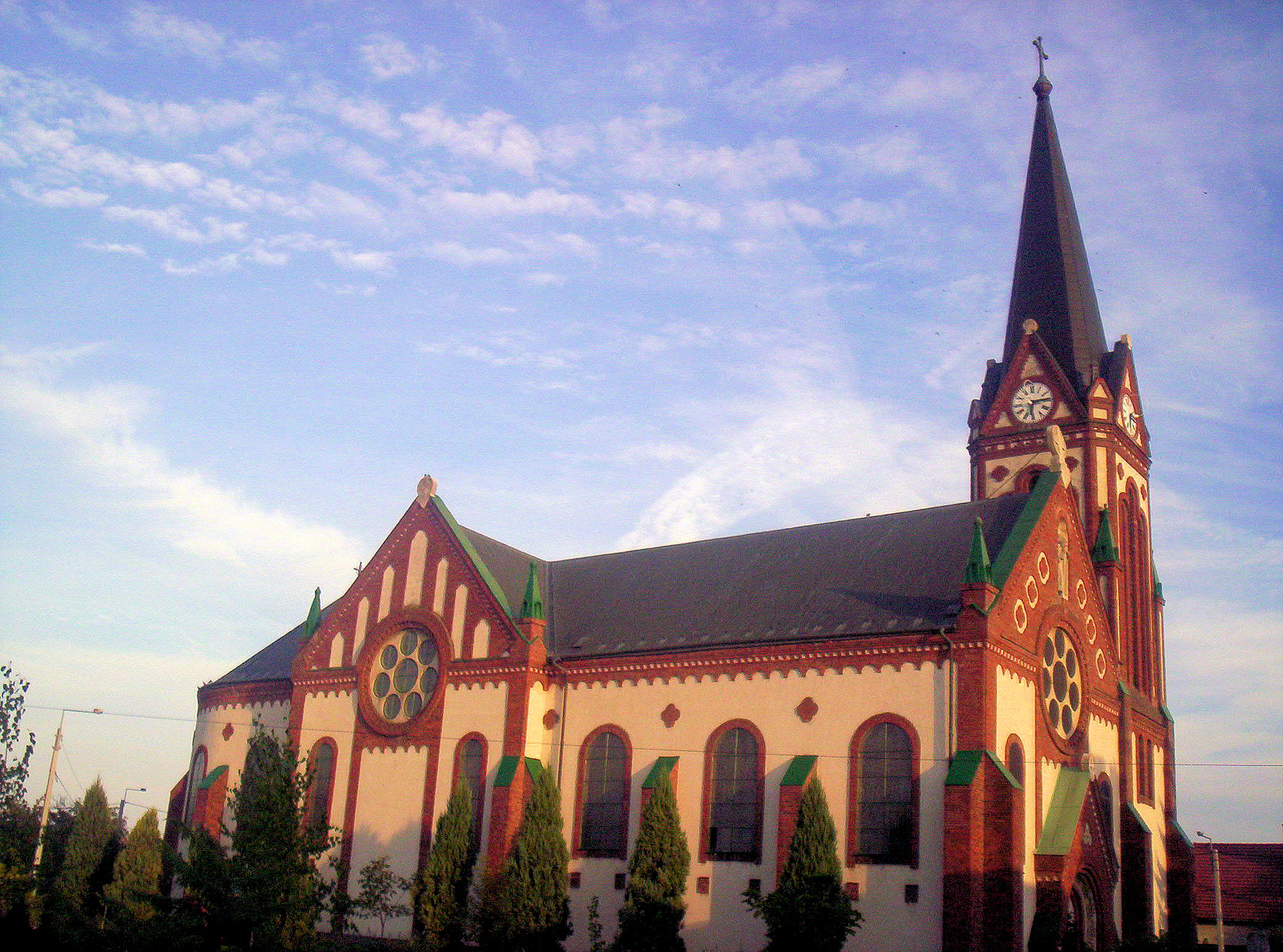
A fajszi Szent István-templom

- Szent István római katolikus templom – A régi templom helyébe Foerk Ernő és Petrovácz Gyula tervei alapján építették neoromán stílusban, átadása 1910-ben volt. Kinézete azonos a Szabolcs-Szatmár-Bereg vármegyei Vállaj katolikus templomával.
- Fajsz fejedelem emlékmű – tábláját Farkas Tibor szobrászművész, az emlékművet magát Szelestyei Sándor helybéli kőfaragó készítette, 2000-ben.